# Vignale Monferrato
Vignale Monferrato és un municipi situat al territori de la província d'Alessandria, a la regió del Piemont, (Itàlia).
Pertanyen al municipi les frazioni de Fons Salera, Molignano i San Lorenzo.
Vignale Monferrato limita amb els municipis d'Altavilla Monferrato, Camagna Monferrato, Casorzo, Cuccaro Monferrato, Frassinello Monferrato, Fubine i Olivola.

## Galeria

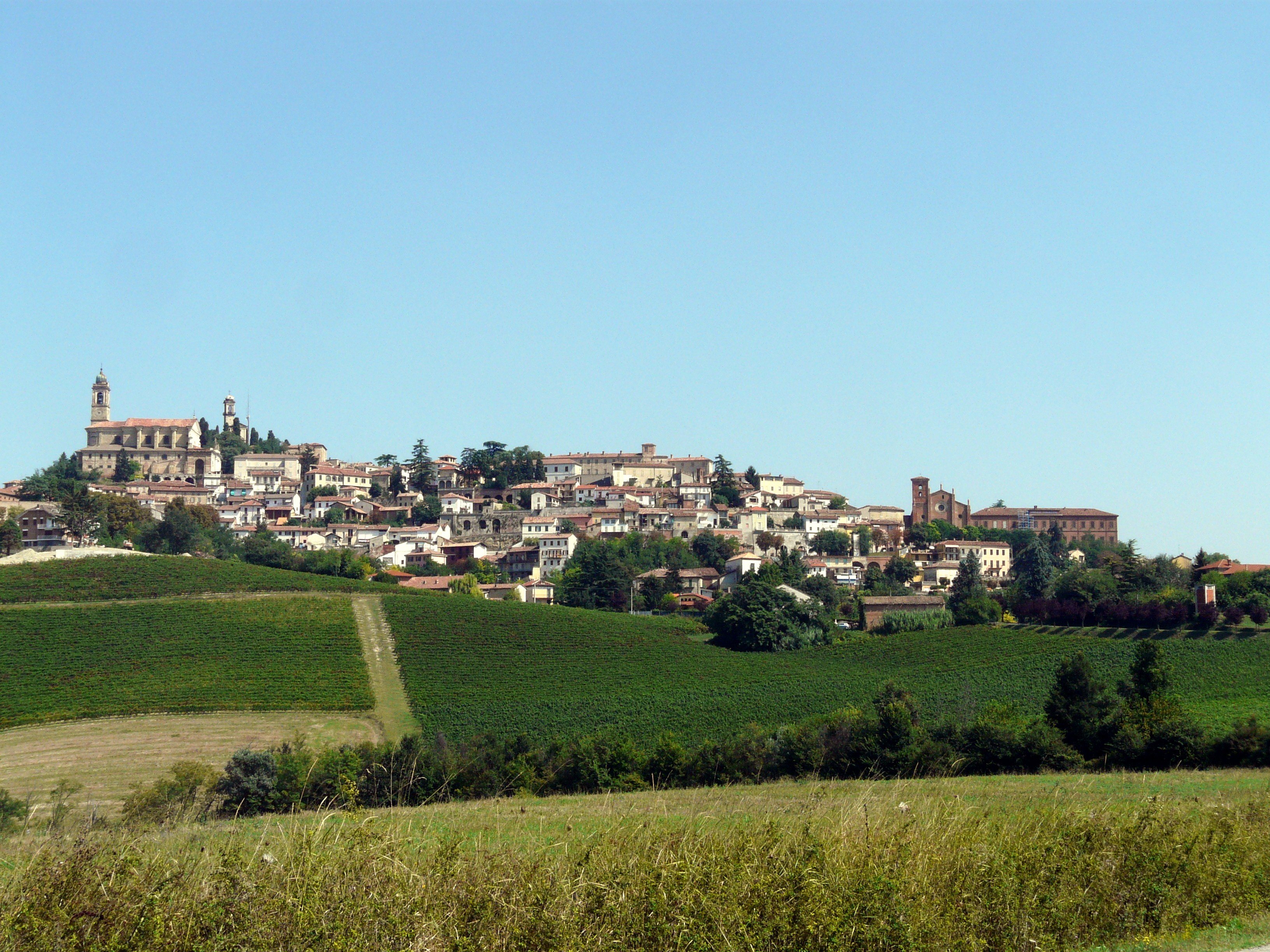
Vista panoràmica
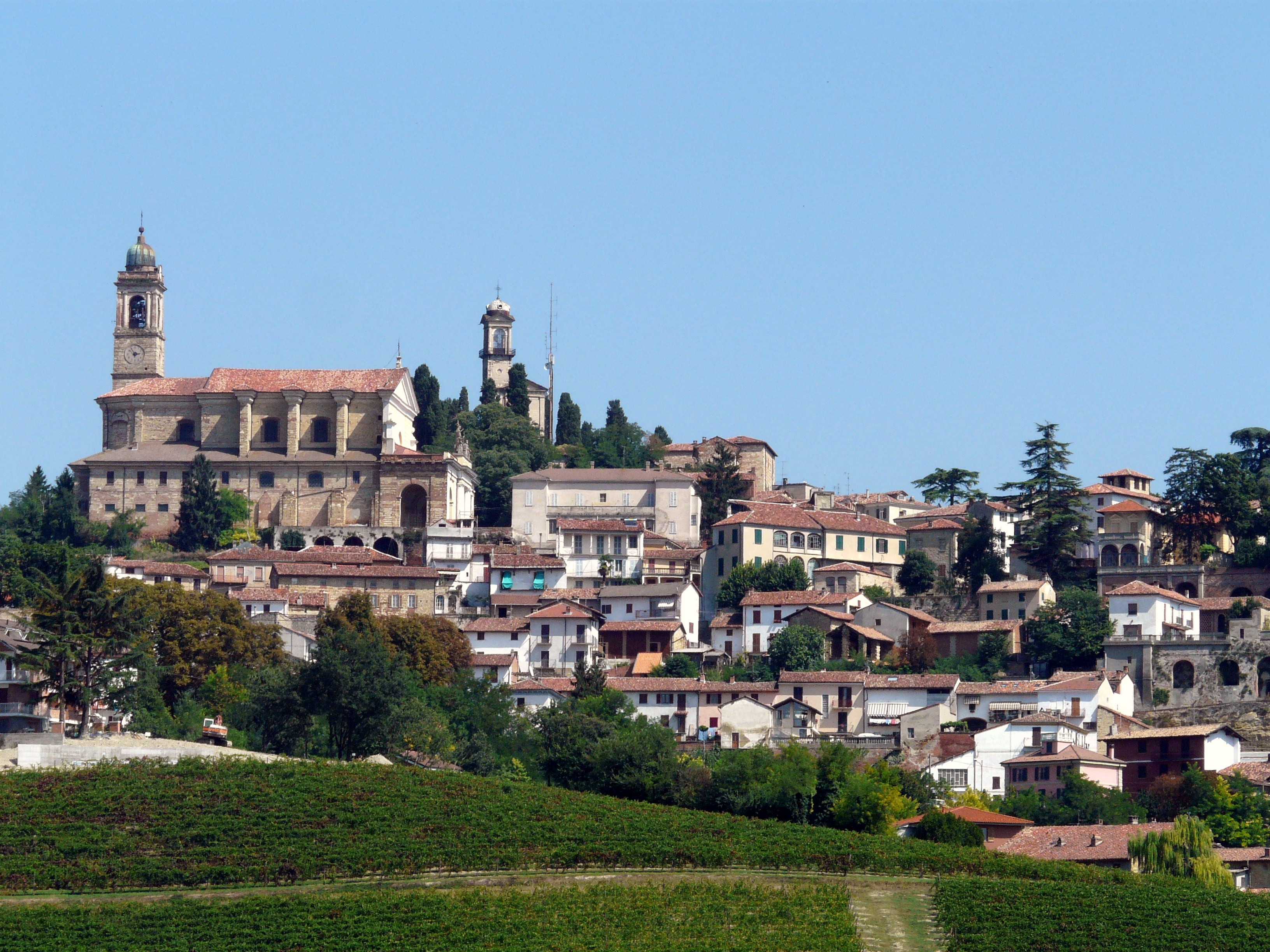
Imatge del poble
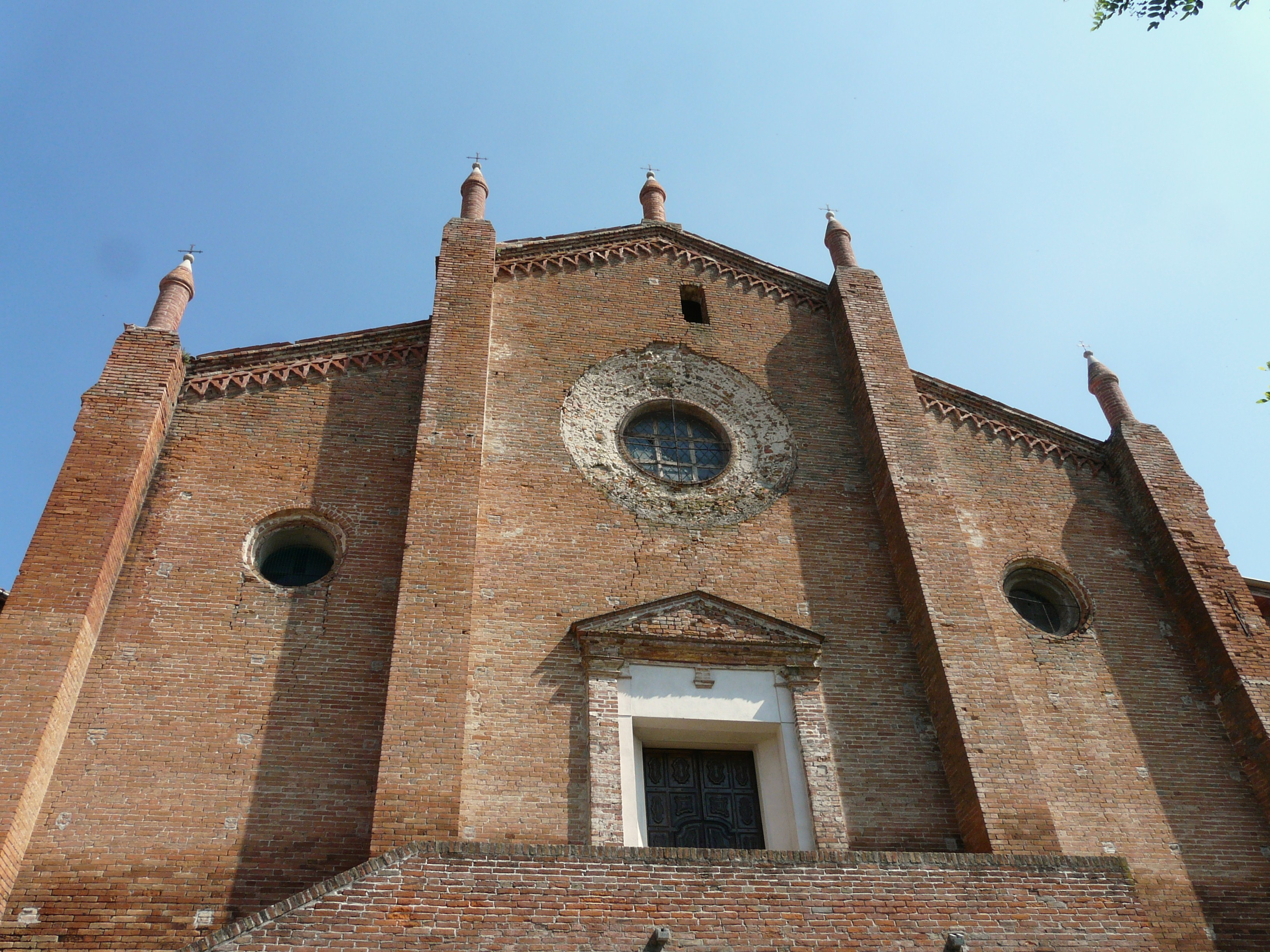
Església de la Beata Vergine Addolorata
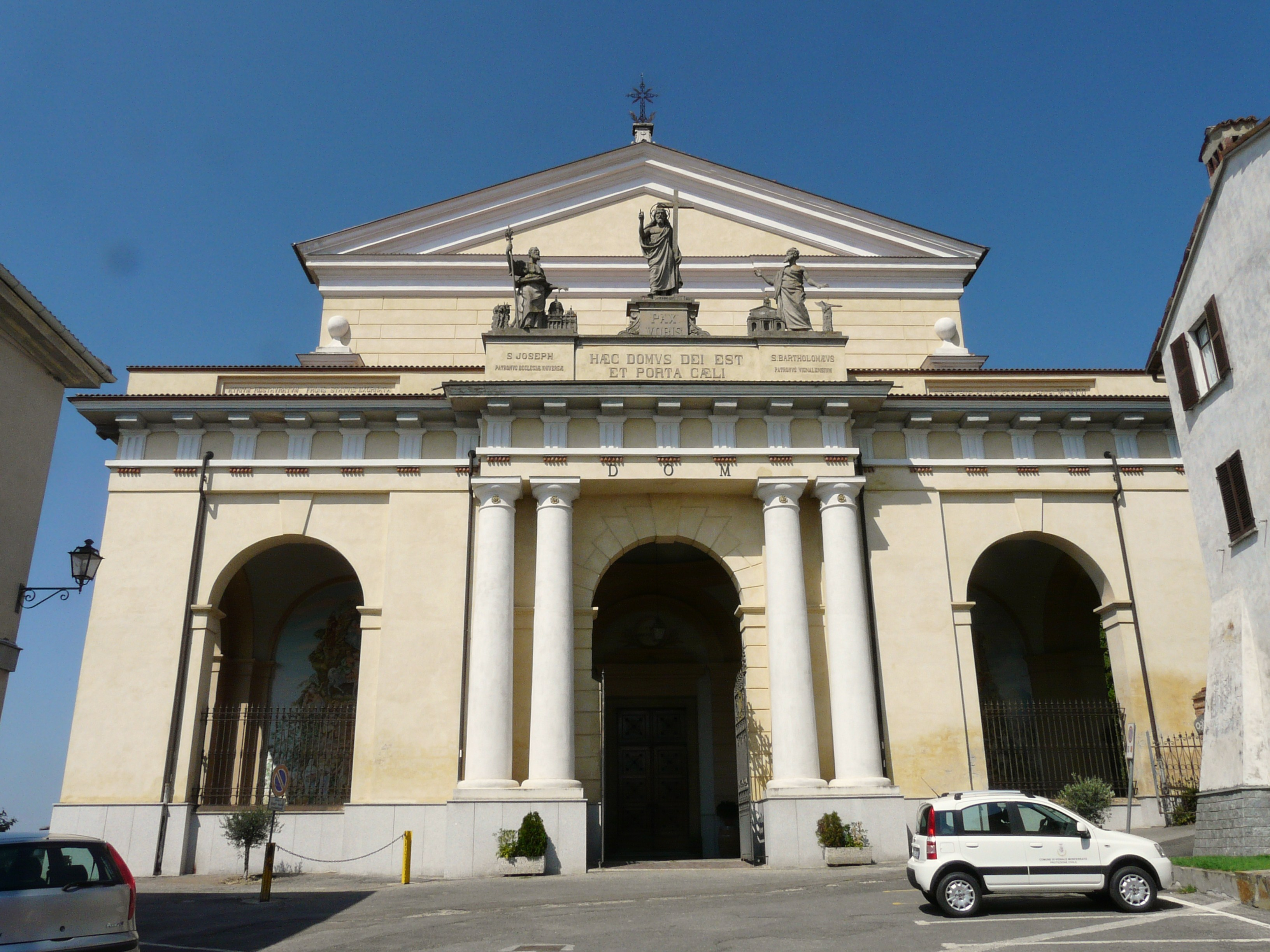
Església de San Bartolomeo
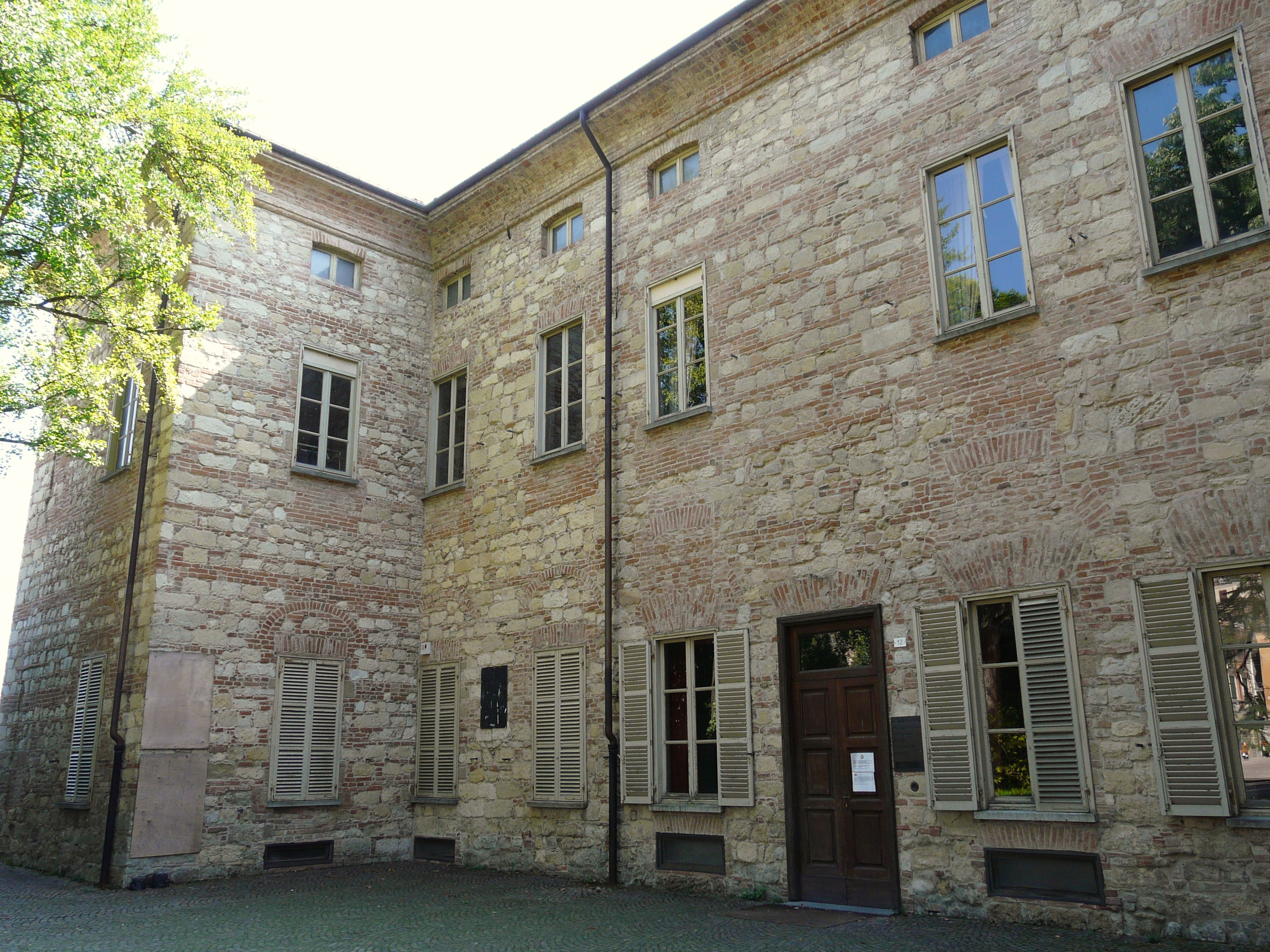
Palau Callori
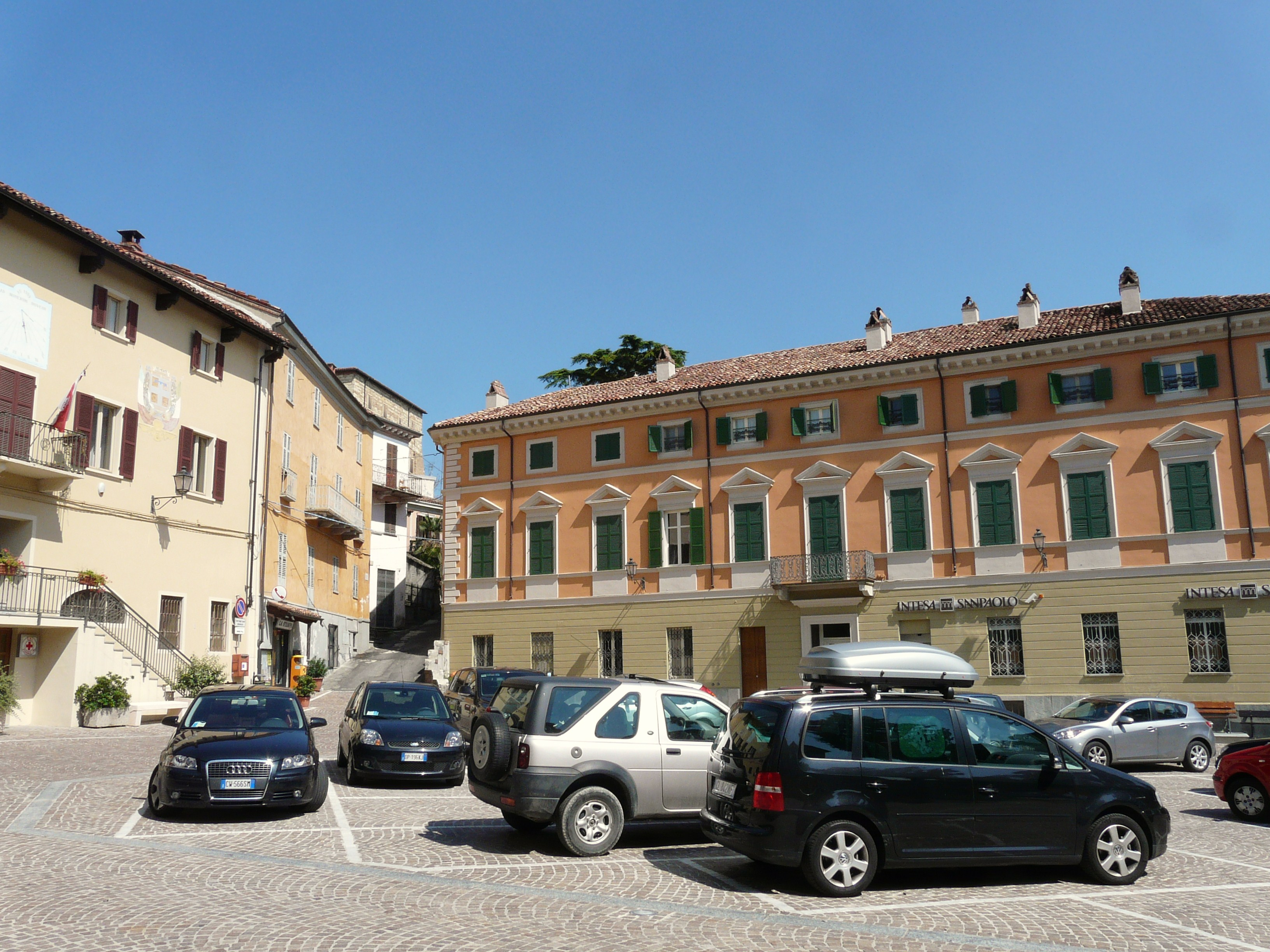
Plaça del Poble